# Asaccus tangestanensis
Asaccus tangestanensis es una especie de reptiles escamosos pertenecientes a la familia Phyllodactylidae.

## Distribución geográfica
Es endémica de la provincia de Bushehr al sudoeste de Irán.